# Коуэн, Ричард Самнер
Ричард Самнер Коуэн (англ. Richard Sumner Cowan; 1921—1997) — американский и австралийский ботаник и библиограф.

## Биография
Ричард Самнер Коуэн родился в городе Крофордсвилл штата Индиана. Образование получал во Флориде, однако в 1938 году вернулся в Индиану и в 1942 году окончил Уобаш-колледж со степенью бакалавра. В 1943—1945 Коуэн служил в американском флоте в районе Марианских островов. В 1946 году Коуэн стал ассистентом Гарольда Сент-Джона в Гавайском университете. Впоследствии этот университет присвоил Ричарду Самнеру степень магистра за работу, посвящённую роду Neraudia.
С 1948 года Коуэн работал ассистентом Бассета Магуайра в Нью-Йоркском ботаническом саду. В 1952 году Колумбийский университет присвоил ему степень доктора философии за диссертацию по роду Macrolobium. С 1957 года Ричард работал в Смитсоновском институте в Вашингтоне. В 1959 году Коуэн был на экспедиции в Вест-Индии, в 1962 году — в Британской Гайане. Затем он стал ассистентом директора Национального музея естественной истории, с 1965 по 1972 был заместителем директора. С 1975 по 1980 Коуэн был первым главным редактором газеты The bean bag, посвящённой бобовым растениям. В 1985 году Ричард Самнер ушёл на пенсию.
В 1986 году Р. С. Коуэн переехал в Перт. Он стал изучать местные виды акации для монографии флоры континента. В июле 1997 года он пережил инсульт, однако в сентябре получил серьёзную травму головы и 17 ноября скончался.

## Некоторые научные работы
- Stafleu, F.A.; Cowan, R.S. (1979—1988). Taxonomic Literature. Ed. 2. — 7 vols.

## Некоторые виды растений, названные в честь Р. С. Коуэна
- Acacia cowaniana Maslin, 1990
- Acmanthera cowanii W.R.Anderson, 1975
- Alexa cowanii Yakovlev, 1977
- Anthurium cowanii Croat, 1991
- Asplenium cowanii A.R.Sm., 1990
- Bombacopsis cowanii A.Robyns, 1967
- Brocchinia cowanii L.B.Sm., 1957
- Byrsonima cowanii W.R.Anderson, 1981
- Cassia cowanii H.S.Irwin & Barneby, 1982
- Esenbeckia cowanii Kaastra, 1977
- Eugenia cowanii McVaugh, 1969
- Hirtella cowanii Prance & Maguire, 1972
- Ilex cowanii Wurdack, 1961
- Ixora cowanii Bremek., 1957
- Ocotea cowaniana C.K.Allen, 1964
- Ottonia cowanii Yunck., 1957
- Raveniopsis cowaniana Steyerm. & Luteyn, 1984
- Sipanea cowanii Steyerm., 1967
- Siphanthera cowanii Wurdack, 1958
- Syngonanthus cowanii Moldenke, 1953